# Namibisch-sierra-leonische Beziehungen
Die namibisch-sierra-leonischen Beziehungen beschreiben das zwischenstaatliche Verhältnis zwischen Namibia und Sierra Leone.

## Geschichte
Namibia und Sierra Leone haben formal am 18. September 2002 die diplomatischen Beziehungen aufgenommen. An diesem Tag wurde mit Melvin Humpah Chalobah erstmals ein sierra-leonischer Diplomat als Hochkommissar für Namibia, mit Sitz in Addis Abeba, akkreditiert. Erste bilaterale Gespräche fanden bereits zur namibischen Unabhängigkeit 1990 zwischen Egerton Kamara und dem namibischen Präsidenten Sam Nujoma statt.
Intensiviert hat sich die diplomatische Zusammenarbeit zwischen den beiden afrikanischen Ländern Anfang der 2020er Jahre. So besuchte der namibische Staatspräsident Hage Geingob im Dezember 2022 erstmals Sierra Leone und traf mit seinem Amtskollegen Julius Maada Bio zusammen. Im Februar 2023 folgte ein Besuch des sierra-leonischen Außenministers David Francis in Namibia, bei dem diverse bilaterale Abkommen unterzeichnet wurden. Knapp ein Jahr später besuchte erneut eine Delegation aus Sierra Leone Namibia.

## Diplomatie
Der namibische Hochkommissar in Ghana ist als Vertreter Namibias für Sierra Leone akkreditiert.
Sierra Leones Botschafter in Äthiopien agiert als Vertreter des Landes für Namibia.

## Wirtschaft
Wirtschaftlich sind Namibia und Sierra Leone nicht eng verbunden. Der Export Namibias nach Sierra Leone hatte im Jahr 2023 einen Wert von 333 US-Dollar, gegenüber 1,74 Millionen US-Dollar ein Jahr zuvor. Sierra Leone hingegen exportierte Waren und Dienstleistungen im Wert von 36.100 US-Dollar 2023 nach Namibia.
Erwähnenswert sind zudem vor allem Investitionen des Privatsektors im Bergbau, darunter von der namibischen Trustco Group in den Diamantenabbau in Sierra Leone.